# 和裕皇貴妃
和裕皇貴妃（わゆうこうきひ、乾隆26年1月21日（1761年2月25日） - 道光13年12月18日（1834年1月27日））は、清の嘉慶帝の側妃。姓は劉佳氏。父は劉福明。
はじめ、乾隆帝の第15皇子永琰（後の嘉慶帝）の府邸に入り、格格（側女）となったとされる。
乾隆44年12月29日、永琰の長男を産むが、翌年夭逝した。
乾隆46年、永琰の三女荘敬和碩公主を産む。
嘉慶元年（1796年）、嘉慶帝の即位すると諴妃に冊立され、皇后喜塔臘氏と貴妃鈕鈷禄氏に次ぐ第三位の后妃となった。
嘉慶6年 (1801年) 、荘敬和碩公主がモンゴル王公サドナンドルジに降嫁する。
嘉慶13年（1808年）諴貴妃に晋封される。
嘉慶25年（1820年）、嘉慶帝が崩御し、道光帝が即位すると、諴貴妃の夭逝した長男は「穆郡王」に追封された。また同年、道光帝により諴貴妃自身も皇考諴禧皇貴太妃に尊封された。
道光13年（1833年）、諴禧皇貴太妃は逝去し、昌陵の妃園寢に葬され、「和裕皇貴妃」の諡号が贈られた。

## 子女
- 皇長子：穆郡王（夭逝）
- 皇三女：荘敬和碩公主

## 伝記資料
- 『清史稿』